# Freycinetia grayana
Freycinetia grayana là một loài thực vật có hoa trong họ Dứa dại. Loài này được L.M.Perry miêu tả khoa học đầu tiên năm 1950.